# Five Nights at Freddy's: Security Breach
Five Nights at Freddy's: Security Breach, ou Five Nights at Freddy's 9 (souvent abrégé en FNaF SB ou FNaF 9), est un jeu vidéo de type survival horror en free roam développé par Steel Wool Studios et édité par ScottGames. Il s'agit du neuvième jeu de la franchise Five Nights at Freddy's, ainsi que la suite directe de Five Nights at Freddy's VR: Help Wanted. 
Il est révélé le 8 août 2019 à l'occasion du 5e anniversaire de la franchise,. Steel Wool Studios confirme qu'ils avaient commencé la production du prochain Five Nights at Freddy pour une sortie en 2020. Cependant, Scott Cawthon annonce que le jeu serait reporté à début 2021, dû au ralentissement du développement causé par la pandémie de Covid-19 et que Scott voulait un jeu plus complet. Le jeu sort finalement le 16 décembre 2021 sur Windows, PlayStation 4, PlayStation 5, en novembre 2022 sur Xbox One et Xbox Series, et en avril 2023 sur Nintendo Switch.

## Scénario
Gregory, un jeune garçon, se retrouve enfermé dans le Freddy Fazbear Mega Pizzaplex, une pizzeria géante où des animatroniques aux noms de Glamrock Freddy, Glamrock Chica, Roxanne Wolf, Montgomery Gator semblent chercher Gregory pour soi-disant le ramener chez ses parents et une étrange femme déguisée en lapine du nom de Vanny essaie de le kidnapper. Cependant, l'un d'entre eux, Glamrock Freddy, va épauler le jeune homme afin qu'il s'échappe du Pizzaplex avant six heures du matin.

## Personnages et acteurs

### Humains
| Nom original (VO) | Nom français (VF) | Doubleur        | Description                                                        |
| ----------------- | ----------------- | --------------- | ------------------------------------------------------------------ |
| Gregory           | Gregory           | Marta Svetek    | Le protagoniste du jeu.                                            |
| Vanessa           | Vanessa           | Heather Masters | La gardienne de nuit qui veut soi-disant le ramener à ses parents. |
| Vanny             | Vanny             | Marta Svetek    | L'antagoniste principale du jeu.                                   |

### Animatroniques
| Nom original (VO)              | Nom français (VF)                          | Doubleur        | Description |
| ------------------------------ | ------------------------------------------ | --------------- | --- |
| Glamrock Freddy                | Glamrock Freddy                            | Kellen Goff     | Animatronique ours, antagoniste du jeu. |
| Glamrock Chica                 | Glamrock Chica                             | Heather Masters | Animatronique poule, un personnage présent dès l'arrivée de Gregory. |
| Dread Unit                     | Haut-parleur                               | Andy Field      | ... |
| Daycare Attendant (Sun & Moon) | Responsable de la Garderie (Soleil & Lune) | Kellen Goff     | Animatronique joyeuse et énergique en tant que Soleil, effrayante et cauchemardesque en tant que Lune. |
| S.T.A.F.F. Bots                | Les robots S.T.A.F.F.                      | Michella Moss   | Robots ayant différentes fonctions selon les zones du jeu qu'ils occupent. Il y a comme robots: des gardiens de sécurité, des cuisiniers, des concierges, des donneurs de cartes, etc.                    |
| Roxanne Wolf                   | Roxanne Wolf                               | Marta Svetek    | Animatronique louve, une antagoniste. |
| Montgomery Gator               | Montgomery Gator                           | Cameron Miller  | Animatronique alligator, un antagoniste. |
| Music Man                      | Music Man                                  | Aucun, muet.    | Réplique animatronique miniature du vrai Music Man, un antagoniste. |
| "In your dream" Robots         | "In your dream" Robots                     | Aucun, muet.    | Robots S.T.A.F.F. délabrés et abandonnés, se trouvant dans la zone sous-terraine du Pizzaplex. Quelqu'un leur a dessiné une bouche et des orbites, et a écrit "In your dream" ("Dans tes rêves") sur eux. |
| DJ Music Man                   | DJ Music Man                               | Aucun, muet.    | Animatronique DJ gigantesque, un antagoniste. |
| The Blob                       | The Blob                                   | Aucun, muet.    | Un Molten Freddy géant, cette fois-ci composé d'anciennes animatroniques, dont la Marionnette. |
| Burntrap                       | Burntrap                                   | P.J. Heywood    | Boss final du jeu, si le joueur choisit de suivre une certaine fin. Il semble encore plus détruit que Springtrap et Scraptrap réunis.                                                                     |

## Développement
Avec la révélation de la production de Freddy in Space 2, le teaser du site web principal de Scott, dévoile un autre jeu. Celui-ci montre que le jeu se déroulera à l'intérieur d'un centre commercial au look d'u des années 1980. Freddy Fazbear's Pizza étant le restaurant du centre commercial. Sur la place principale du centre commercial, un groupe d'animatronique composé d'un nouveau type glamrock (Glamrock Chica, Glamrock Freddy, Montgomery Gator et Roxanne Wolf) joue pour une foule excitée agitant des bâtons lumineux. Il est possible que certains de ces animatroniques soient de nouveaux personnages, cependant, en examinant le code source du site, une conversation cachée entre deux personnages peut être trouvée. Elle se lit comme ceci : « Garde le cap / Je le ferai. / Concentrez-vous sur ma voix. / Je vais le faire. / Ne laissez personne vous distraire. / Je ne le ferai pas. / Tu en as choisi un? / Oui, je l'ai fait. » Le 29 septembre 2019, le site scottgames.com a été mis à jour avec un teaser présentant la nouvelle version de Freddy Fazbear. Alors que le fichier est nommé 7_1.jpg, si le teaser est ouvert dans le Bloc-notes, le texte Glamrock_Fred_Poster peut être trouvé. Cela implique que le nouvel ensemble d'animatroniques sera connu sous le nom d'animatronique glamrock. Le nom trouvé dans le Bloc-notes laisse également la possibilité que l'animatronic présenté soit une version de Fredbear au lieu de Freddy. Le 5 novembre 2019, le teaser de Glamrock Fred a été mis à jour. Du côté gauche de l'image près de la tête de Glamrock Fred, une silhouette humaine / lapin se profile sur le ciel. En regardant dans le bloc-notes, une autre chaîne de caractères peut être trouvée ShadowofVanny. Compte tenu de la découverte de Reluctant Follower dans Five Nights at Freddy VR: Help Wanted, de la relation avec le masque de lapin et de la figure féminine de l'ombre, certains la croient être la disciple réticente et que son nom est Vanny.
Le 24 mars 2020, un nouveau teaser est téléchargé sur scottgames.com. Le teaser révèle une toute nouvelle animatronique avec un design basé sur un alligator. Le nom du fichier est appelé Montgomery.jpg, et lors de la conversion de l'image en métadonnées, son nom est révélé Glamrock Monty. Le 21 avril 2020, les noms des personnages sont divulgués dans la liste des produits à venir de Funko, ils sont dans un ordre respectif : Glamrock Chica, Glamrock Fred (pour Glamrock Freddy), Glamrock Monty (pour Montgomery Gator), Roxanne Wolf et Vanny (Supposément un mélange de Vanessa, qui serait son prénom originel, et de Bunny, qui signifie Lapin en anglais). Le 24 avril 2020, le calendrier 2020-2021 du jeu se trouve sur Amazon. La couverture (bien qu'elle ait été sujette à changement plus tard) révèle les rendus de Montgomery Gator, Glamrock Freddy et Roxanne Wolf. Scottgames.com est mis à jour le 5 mai 2020 avec un teaser, montrant une enseigne au néon avec la forme de Glamrock Freddy et le titre révélé : Five Nights at Freddy's: Security Breach. Derrière le logo de marque de la franchise, en haut, il y a de faibles lueurs qui semblent être des barres lumineuses de police, comme indiqué par les teintes rouges, blanches et bleues. Le 11 juin 2020, scottgames.com est de nouveau mis à jour. Le nouveau teaser révèle une garde de sécurité féminine, qui servira probablement de protagoniste principale du jeu ou de personnage secondaire. Le même jour, Scott a confirmé que le jeu devrait sortir vers la fin de l'année.
Le 6 août 2020, une nouvelle affiche a été divulguée de Trends International mettant en vedette Vanny, la gardienne de nuit et les animatroniques Glamrock. Un nouveau teaser est téléchargé sur Scottgames.com le 7 août 2020, mettant en vedette Vanny seul devant plusieurs écrans brouillés. Le 16 septembre 2020, durant le Showcase de PlayStation annonçant les prochains jeux et prix des consoles PlayStation 5, une bande-annonce a été diffusée. Le jeu sera une exclusivité Playstation et Windows durant 3 mois après la publication du jeu.
Le 12 janvier 2021, le live Youtube GeForce RTX: Game On de NVIDIA GeForce est lancé. Pendant cet événement, Jeff Fisher, le vice-président de l'entreprise, dévoile via une courte bande-annonce de 45 secondes que Five Nights at Freddy's: Security Breach est désormais en collaboration avec GeForce RTX, ce qui implique que le jeu aura des graphismes plus hauts en couleur, avec de meilleurs visuels et jeux de lumières. Le 25 février 2021, la véritable bande-annonce de Five Nights at Freddy's: Security Breach est montrée au grand public en plein milieu du live Youtube du Sony PlayStation's State of Play Livestream. Dans ce trailer, beaucoup de choses sont dévoilées et aussi confirmées, dont notamment : le retour de William Afton; la présence d'humains; l'immensité du Freddy Fazbear's Pizza Plex comparé aux autres jeux; la présentation officielle des animatroniques du jeu; la confirmation d'un mode free roam avec un système de caméra complètement remanié, avec comme principal changement le remplacement de la tablette par une montre intelligente que Gregory porte au poignet. En ce qui concerne les trois voix entendues dans la bande-annonce, elles appartiennent respectivement à William Afton, Circus Baby et Montgomery Gator. Pour finir, à la fin de la bande annonce, on y découvre une main avec une lumière violette derrière le bras.
Le jeu est annoncé sur Nintendo Switch le 19 avril 2023 pendant le Nintendo Indie World, et disponible sur le eShop le même jour.

### Five Nights at Freddy's Security Breach: Ruin
Le 30 mai 2022, Steel Wool Studios dévoile qu'un contenu téléchargeable (DLC) nommé Ruin est en préparation pour 2023 via une affiche. Sur l'affiche, on peut voir une petite fille tenant une lampe-torche en face d'une tête de Freddy géant se trouvant dans un endroit effondré. Glamrock Chica se trouve à sa droite. Sur des télévisions en hauteur, on[Qui ?] peut y voir Grégory courir et demander de l'aide (Help Me).
Lors d'une interview sur Game Jolt, le directeur créatif de l'entreprise dévoile que Ruin se rapprochera des phases de gameplay contre le Daycare ou encore celle des Endos et que le jeu se concentrera d'avantage sur l'horreur.
Le 19 mai 2023, sur la chaine YouTube officielle de Steel Wool Studios est dévoilé un court trailer montrant quelques gameplay du DLC Ruin : on y jouera une enfant nommée Cassie, voulant aider Grégory a sortir des ruines du Pizzaplex. Dans le trailer est visible Roxanne Wolf sans sa tête (0:26), Glamrock Chica (0:29), la mâchoire de Montgomery Gator (0:44) et à la toute fin, un nouvel antagoniste, ayant une forme de lapin mais extrêmement glitché (possiblement Glitchtrap sous une nouvelle forme).
Le DLC sort le 25 juillet 2023.